# Конкрет
Конкрет в парфюмерията е полутвърдата маса, получена чрез екстракция с разтворител от свеж растителен материал.

## Суровини
Конкретът се произвежда предимно от цветя (роза, жасмин, тубероза, нарцис, иланг-иланг, мимоза, борония и др.), Но също така и от други растителни материали (лавандула, лавандин, здравец, градински чай, листа на виолетка, дъбов мъх и др.)
При производството на жасминов конкрет се добива около 0,3% на базата на изходния материал от цветове.

## Производство
Пресният растителен материал се екстрахира с неполярни разтворители (напр. бензен, толуен, хексан, петролен етер). При изпаряване на разтворителя остава полутвърд остатък от етерични масла, восъци, смоли и други липофилни (маслоразтворими) растителни химикали.

## Употреба
Поради по-тежките съединения (восъци, смоли), конкрета е само частично разтворим в етанол. Следователно употребата е ограничена в парфюмерията, но може да се използва и за ароматизиращи сапуни.
Абсолю е друг продукт, който може да бъде извлечен от конкрета чрез етанол.